# Winslow (Canadà)
Winslow és el municipi rural núm. 319 de la província canadenca de Saskatchewan, dins de la divisió de censal núm. 13 i la divisió SARM núm. 6. El municipi de Winslow es va constituir com a municipi rural el 13 de desembre de 1909.

## Geografia
Els municipis urbans de Dodsland i Plenty estan envoltats pel municipi de Winslow. Les següents comunitats no incorporades es troben dins del municipi:
- Ava
- Druid (dissolt com a poble, 31 de desembre de 1953)[2]
- Millerdale
- Wallisville
- Whitepool

Al cens de població de 2016, realitzat per Statistics Canada, el municipi de Winslow va registrar una població de 344 habitants a 127 dels 137 habitatges privats totals, un increment del 62,0% respecte a la seva població de 324 habitants del 2011. Amb una superfície de terreny de 798.07 km2 (308.14 sq mi), tenia una densitat de població de 0,4 / km² el 2016.
Al cens de població de 2011 el municipi de Winslow registrava una població de 324, un increment del 95,0% respecte a la seva població de 296 habitants del 2006. Amb una superfície de terreny de 798.07 km2 (308.14 sq mi), tenia una densitat de població de 0,4 / km² el 2011.

## Govern
El municipi de Winslow està governat per un consell municipal elegit i un administrador nomenat que es reuneix el segon dimecres de cada mes. El conseller del municipi és Sheldon McLean, mentre que el seu administrador és Regan MacDonald. L'oficina del municipi es troba a Dodsland.